# ジョン・リー・ハンコック
ジョン・リー・ハンコック（John Lee Hancock、1957年 - ）はアメリカ合衆国の映画監督・脚本家。テキサス州ロングビュー出身。

## 経歴
ベイラー大学卒。1991年に『Hard Time Romance』で監督デビュー。1993年、オリジナル脚本がクリント・イーストウッド監督により『パーフェクト・ワールド』として映画化され注目を集める。以後『真夜中のサバナ』『オールド・ルーキー』『アラモ』『しあわせの隠れ場所』『ファウンダー』など、実話を元にした映画を手がけている。2019年公開の『ザ・テキサス・レンジャーズ』はNetflixオリジナル作品として配信された。2021年にはデンゼル・ワシントン主演のスリラー『リトル・シングス』が公開された。

## 作品
| 年   | 題名                                                   | 備考                       |
| ---- | ------------------------------------------------------ | -------------------------- |
| 1991 | Hard Time Romance                                      | 監督・脚本                 |
| 1993 | パーフェクト・ワールド A Perfect World                 | 脚本                       |
| 1997 | 真夜中のサバナ Midnight in the Garden of Good and Evil | 脚本                       |
| 2000 | マイ・ドッグ・スキップ My Dog Skip                     | 製作                       |
| 2002 | オールド・ルーキー The Rookie                          | 監督                       |
| 2004 | アラモ The Alamo                                       | 監督・脚本                 |
| 2009 | しあわせの隠れ場所 The Blind Side                      | 監督・脚本                 |
| 2013 | ウォルト・ディズニーの約束 Saving Mr. Banks            | 監督                       |
| 2016 | ファウンダー ハンバーガー帝国のヒミツ The Founder      | 監督                       |
| 2019 | ザ・テキサス・レンジャーズ The Highwaymen              | 監督 Netflixオリジナル映画 |
| 2021 | リトル・シングス The Little Things                     | 監督・脚本・製作           |
| 2022 | ハリガン氏の電話 Mr. Harrigan's Phone                  | 監督・脚本                 |
| TBA  | Monsanto                                               | 監督・脚本                 |